# Pustomyty (gmina)
Gmina Pustomyty – dawna gmina wiejska funkcjonująca w latach 1941–1944 pod okupacją niemiecką w Polsce. Siedzibą gminy były Pustomyty.
Gmina Pustomyty została utworzona przez władze hitlerowskie z terenów okupowanych przez ZSRR w latach 1939–1941 (vide rejony sokolnicki i szczerzecki),, stanowiących przed wojną części gmin Nawaria i Ostrów (tylko Chrusno Nowe i Chrusno Stare) w powiecie lwowskim w woj. lwowskim (obie gminy zniesiono pod okupacją).
Gmina weszła w skład powiatu lwowskiego (Kreishauptmannschaft Lemberg), należącego do dystryktu Galicja w Generalnym Gubernatorstwie. W skład gminy wchodziły miejscowości: Chrusno Nowe , Chrusno Stare, Glinna, Leśniowice, Malinówka, Miłoszowice, Mostki, Podsadki, Polanka, Porszna i Pustomyty.
| Miejscowości / gromady                                                                     | Rejon w ZSRR (1939–1941) | Gmina (II RP) | Powiat (II RP) |
| ------------------------------------------------------------------------------------------ | ------------------------ | ------------- | -------------- |
| Glinna, Leśniowice, Malinówka, Miłoszowice, Mostki, Podsadki, Polanka, Porszna i Pustomyty | sokolnicki               | Nawaria       | lwowski        |
| Chrusno Nowe i Chrusno Stare                                                               | szczerzecki              | Ostrów (Lw.)  | lwowski        |

Po wojnie obszar gminy włączono do ZSRR.